# Ornithoctona orizabae
Ornithoctona orizabae är en tvåvingeart som beskrevs av Joseph Charles Bequaert 1954. Ornithoctona orizabae ingår i släktet Ornithoctona och familjen lusflugor. Inga underarter finns listade i Catalogue of Life.